# Westerwald (Auetal)
Westerwald ist der kleinste der 16 Ortsteile der Gemeinde Auetal im Landkreis Schaumburg in Niedersachsen.

## Geographie
Der Ort liegt einen Kilometer nördlich von Rehren und südlich der Bückeberge.

## Geschichte
Am 1. Dezember 1910 hatte der Ort 91 Einwohner und gehörte zum Kreis Rinteln. Am 1. März 1974 wurde Westerwald in die Gemeinde Rehren eingegliedert und bereits am 1. April 1974 wurde die neue Gemeinde aufgelöst und der neuen Gemeinde Auetal zugewiesen.